# ホセ・バルベルデ
ホセ・ラファエル・バルベルデ（José Rafael Valverde, 1978年3月24日 - ）は、ドミニカ共和国・サンペドロ・デ・マコリス州サンペドロ・デ・マコリス出身のプロ野球選手（投手）。
英語読みはホゼ・バルバーディ。
ニックネームは、「Papa Grande（パパ・グランデ - スペイン語で「大きな芋」の意）」。

## 経歴

### プロ入りとダイヤモンドバックス時代
1997年にアリゾナ・ダイヤモンドバックスと契約。
マイナー時代からクローザーとして起用された。
2003年6月1日、クローザーのマット・マンタイの故障に伴いメジャーデビューを果たした。この年は、54試合に登板し、防御率2.15を記録し、10セーブは新人選手としてはリーグ最多。奪三振率12.70はメジャー全体（50イニング以上）でエリック・ガニエに次ぐ高さであった。その後、何度と無くクローザーにチャレンジしているが、フルシーズン成功した経歴はなかった。
2006年は開幕からクローザーとして起用された。5月が終わった時点で17回のセーブ機会で14回セーブを記録したが、5月下旬ころから打たれ始め、中継ぎに降格した。マイナー降格も経験したが、8月にメジャー昇格し、9月から再びクローザーへ昇格しシーズンを終えた。
2007年は年間を通してクローザーとして活躍し、7月10日に行われたオールスターでは初めて選出されたが登板機会はなかった。球団新記録の47セーブでリーグ最多セーブ投手となった。

### アストロズ時代
2007年12月14日にチャド・クオルズ、フアン・グティエレス、クリス・バークの計3選手とのトレードで、ヒューストン・アストロズに移籍した。
2008年は、クローザーとしてアストロズで自己最多の74試合に登板。防御率こそ悪化（2.66が3.38になった）したものの、高い奪三振率（10.38）と44セーブを記録。2年連続でナショナル・リーグの最多セーブを記録した。
2009年は、シーズン序盤に約1カ月ほど故障者リスト入りしたものの、自身の中で2番目に低い防御率2.33と25セーブをマークし、クローザーとしての役割を果たした。

### タイガース時代

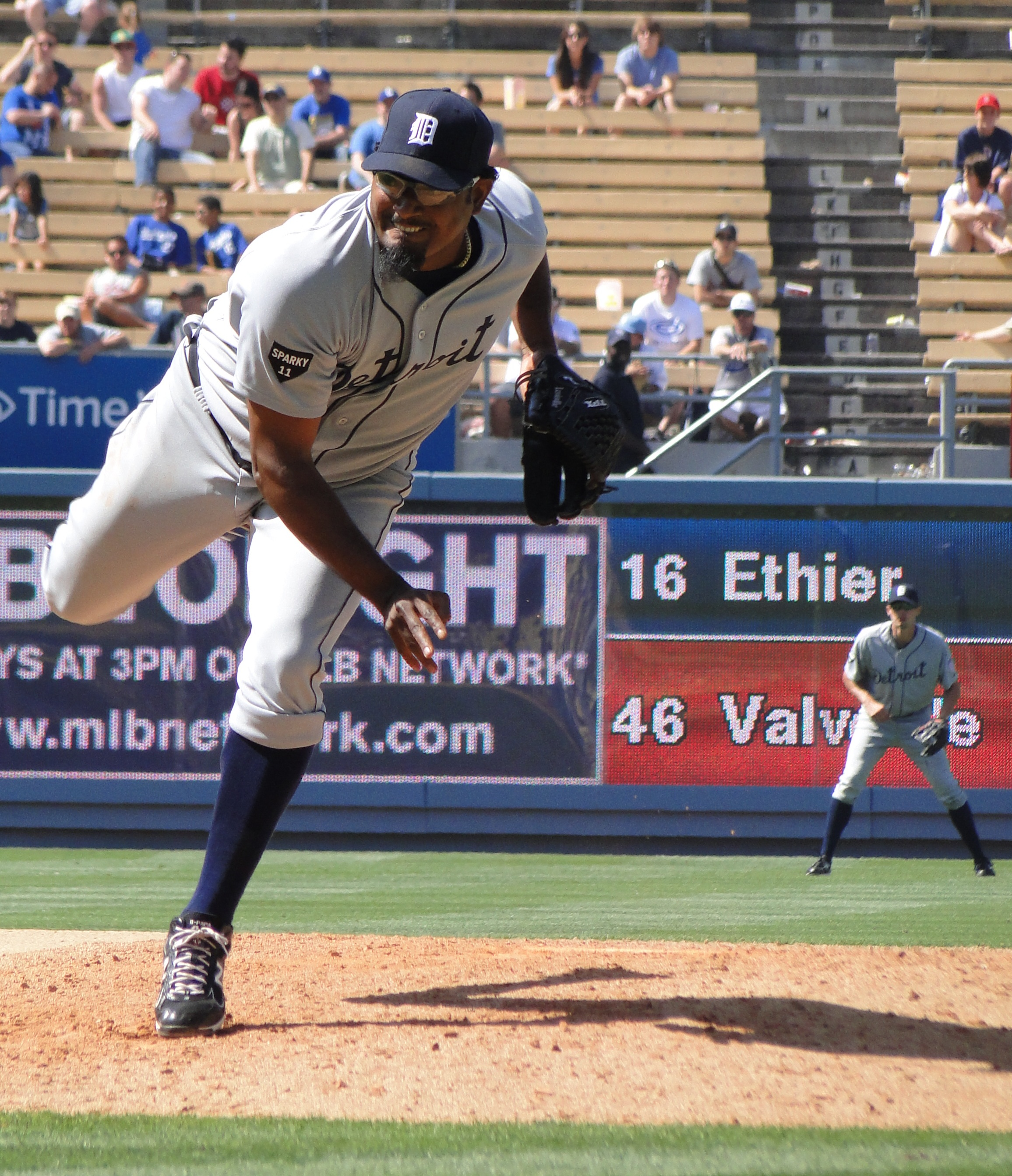
2011年6月22日

2010年は前半戦は防御率0.82と好投を続けオールスター選出も果たしたが、後半戦はスプリッターの制球が定まらなくなり、防御率6.38とセーブ失敗が続いた。
2011年は両リーグ最多の49セーブを記録。セーブ成功率は100%だった。10月5日、年間最優秀救援投手に選出された。
2012年4月5日の開幕戦でセーブに失敗し、前々年から続いていた連続セーブ成功試合数が51で途切れた（当時歴代3位）。10月29日にFAとなる。
2013年4月4日にタイガースと再契約するも6月に40人枠を外れ、マイナー契約となった。8月7日に自由契約となった。

### メッツ時代
2014年2月12日にニューヨーク・メッツとマイナー契約を結んだ。3月26日にメッツとメジャー契約を結んだ。開幕後は21試合に登板し、1勝1敗2セーブ、防御率5.66だった。5月26日に放出された。

### メッツ退団後
2015年1月10日にサンディエゴ・パドレスとマイナー契約を結ぶが、4月2日に解雇となる。同月29日にワシントン・ナショナルズとマイナー契約を結ぶ。ナショナルズ傘下のAAA級シラキュース・チーフスでは、27試合に登板し、10セーブ、防御率2.39、21奪三振、3与四球など、まずますの成績を残していたが、7月22日に自由契約となる。8月14日、禁止薬物のスタノゾロールの陽性反応が出たため、80試合の出場停止処分を受けた。オフはドミニカ共和国のウィンターリーグでプレー。
2017年3月7日にリーガ・メヒカーナ・デ・ベイスボルのアグアスカリエンテス・レイルロードメンと契約した。
2018年2月9日に解雇された。オフにドミニカとメキシコの二か国のウィンターリーグでプレー。
2019年はアグアスカリエンテス・レイルロードメンと契約。40試合の登板で防御率7.34を喫し、7月11日に解雇となる。

## 選手としての特徴
球の出所の見えにくいフォームから投げる90mph後半の伸びのあるフォーシームを高目に、140km/h台前半のスプリッターを低めに投げ三振を奪う。スプリッターは、手元で小さく落ち、そのため高めに来ると本塁打を浴びるケースがよくある。

## 詳細情報

### 年度別投手成績
| 年 度     | 球 団     | 登 板 | 先 発 | 完 投 | 完 封 | 無 四 球 | 勝 利 | 敗 戦 | セ 丨 ブ | ホ 丨 ル ド | 勝 率 | 打 者 | 投 球 回 | 被 安 打 | 被 本 塁 打 | 与 四 球 | 敬 遠 | 与 死 球 | 奪 三 振 | 暴 投 | ボ 丨 ク | 失 点 | 自 責 点 | 防 御 率 | W H I P |
| --------- | --------- | ----- | ----- | ----- | ----- | -------- | ----- | ----- | -------- | ----------- | ----- | ----- | -------- | -------- | ----------- | -------- | ----- | -------- | -------- | ----- | -------- | ----- | -------- | -------- | ------- |
| 2003      | ARI       | 54    | 0     | 0     | 0     | 0        | 2     | 1     | 10       | 8           | .667  | 204   | 50.1     | 24       | 4           | 26       | 2     | 2        | 71       | 2     | 0        | 16    | 12       | 2.15     | 0.99    |
| 2004      | ARI       | 29    | 0     | 0     | 0     | 0        | 1     | 2     | 8        | 5           | .333  | 131   | 29.2     | 23       | 7           | 17       | 4     | 1        | 38       | 4     | 0        | 17    | 14       | 4.25     | 1.35    |
| 2005      | ARI       | 61    | 0     | 0     | 0     | 0        | 3     | 4     | 15       | 7           | .429  | 268   | 66.1     | 51       | 5           | 20       | 1     | 2        | 75       | 3     | 0        | 19    | 18       | 2.44     | 1.07    |
| 2006      | ARI       | 44    | 0     | 0     | 0     | 0        | 2     | 3     | 18       | 1           | .400  | 223   | 49.1     | 50       | 6           | 22       | 3     | 2        | 69       | 2     | 0        | 32    | 32       | 5.84     | 1.46    |
| 2007      | ARI       | 65    | 0     | 0     | 0     | 0        | 1     | 4     | 47       | 0           | .200  | 265   | 64.1     | 46       | 7           | 26       | 1     | 3        | 78       | 1     | 0        | 21    | 19       | 2.66     | 1.12    |
| 2008      | HOU       | 74    | 0     | 0     | 0     | 0        | 6     | 3     | 44       | 0           | .667  | 303   | 72.0     | 62       | 10          | 23       | 6     | 2        | 83       | 3     | 2        | 28    | 27       | 3.38     | 1.18    |
| 2009      | HOU       | 52    | 0     | 0     | 0     | 0        | 4     | 2     | 25       | 1           | .667  | 219   | 54.0     | 40       | 5           | 21       | 1     | 2        | 56       | 1     | 0        | 15    | 14       | 2.33     | 1.13    |
| 2010      | DET       | 60    | 0     | 0     | 0     | 0        | 2     | 4     | 26       | 0           | .333  | 259   | 63.0     | 41       | 5           | 32       | 1     | 3        | 63       | 3     | 0        | 24    | 21       | 3.00     | 1.16    |
| 2011      | DET       | 75    | 0     | 0     | 0     | 0        | 2     | 4     | 49       | 0           | .333  | 301   | 72.1     | 52       | 5           | 34       | 4     | 3        | 69       | 3     | 1        | 21    | 18       | 2.24     | 1.19    |
| 2012      | DET       | 71    | 0     | 0     | 0     | 0        | 3     | 4     | 35       | 0           | .429  | 294   | 69.0     | 59       | 3           | 27       | 5     | 4        | 48       | 1     | 0        | 34    | 29       | 3.78     | 1.25    |
| 2013      | DET       | 20    | 0     | 0     | 0     | 0        | 0     | 1     | 9        | 0           | .000  | 84    | 19.1     | 18       | 6           | 6        | 0     | 2        | 19       | 0     | 0        | 12    | 12       | 5.59     | 1.24    |
| 2014      | NYM       | 21    | 0     | 0     | 0     | 0        | 1     | 1     | 2        | 0           | .500  | 95    | 20.2     | 24       | 4           | 10       | 3     | 0        | 23       | 1     | 0        | 16    | 13       | 5.66     | 1.65    |
| MLB：12年 | MLB：12年 | 626   | 0     | 0     | 0     | 0        | 27    | 33    | 288      | 22          | .450  | 2646  | 630.1    | 490      | 67          | 264      | 31    | 26       | 692      | 24    | 3        | 255   | 229      | 3.27     | 1.20    |

- 2016年度シーズン終了時
- 各年度の太字はリーグ最高

### 年度別守備成績
| 年 度 | 球 団 | 投手（P） | 投手（P） | 投手（P） | 投手（P） | 投手（P） | 投手（P） |
| 年 度 | 球 団 | 試 合     | 刺 殺     | 補 殺     | 失 策     | 併 殺     | 守 備 率  |
| ----- | ----- | --------- | --------- | --------- | --------- | --------- | --------- |

- 各年度の太字はリーグ最高

### タイトル
- 最多セーブ投手：3回（2007年、2008年、2011年）

### 表彰
- 最優秀救援投手：2回（2007年、2011年）
- ローレイズ・リリーフマン賞：1回（2007年）
- DHL デリバリー・マン・オブ・ザ・イヤー：1回（2011年）
- DHL デリバリー・マン・オブ・ザ・マンス：1回（2008年8月）

### 記録
- MLBオールスターゲーム選出：3回（2007年、2010年、2011年）

### 背番号
- 47（2003年 - 2009年、2014年）
- 46（2010年 - 2013年）